# 달수 아들 과외하다
《달수 아들 과외하다》는 2004년 5월 14일에 MBC에서 방영한 베스트극장으로, 달수 시리즈의 일곱 번째 이야기로 이번에는 월급장이로서는 버거운 사교육비의 홍수 속에서 소시민 가장 달수의 고달픔을 그렸다.

## 줄거리
달수는 명예퇴직 구조조정 얘기만 나오면 실적이 부진하여 은근히 눈치가 보이고, 은숙은 중위권인 아들의 성적 때문에 속이 상한다. 형기가 아들 과외비 때문에 대출을 부탁하자 달수는 그런 이유로 대출은 안 되다며 돌려보내지만, 아내 은숙 또한 달수에게 과외 이야기를 꺼내자 실랑이가 벌어진다. 그때 달수의 말만 믿고 치과치료를 받았던 어머니는 치료비가 200만원은 있어야 한다고 전화를 하자 은숙은 화를 낸다. 달수는 현금서비스를 받아 어머니의 치료비로 내놓지만 은숙은 그 돈을 과외비로 써버린다. 아들 영민의 일과표까지 만들어붙이고 의욕에 불타는 아내와, 사정을 모르고 은행으로 찾아와 달수에게 왜 치료비를 안 주느냐고 따지는 어머니 사이에서 달수는 고달프다.

## 등장 인물

### 주요 인물
- 강남길 : 강달수 역
- 임예진 : 달수의 아내 역
- 김민우 : 강영민 역 - 달수의 아들

### 그 외 인물
- 김지영 : 달수의 어머니 역
- 조형기 : 형기 역 - 달수의 친구
- 송도순
- 현석 : 은행지점장 역
- 임대호
- 김혜선
- 이영희
- 신복숙
- 문미봉
- 정영금
- 이옥정
- 강상구
- 지현정